# 盧千恵
盧 千恵（ろ せんけい/ぐ ちえ）は、台湾人の児童文学者、東京フォルモサ婦人会代表。夫は台北駐日経済文化代表処代表を務めた許世楷で、夫と共に台湾独立運動に関わってきた。ペンネームは高 明音。

## 人物・来歴
1936年、日本統治時代の台湾生まれ。1955年に訪日し、翌年国際基督教大学へ入学。1961年、当時早稲田大学留学中の許世楷と知り合い結婚。同時に夫とともに台湾独立と民主化運動に関わる。
このような活動のために、1962年には当時の中華民国大使館により、夫ともどもパスポートを没収される。台湾への強制送還の可能性もあったが、周囲の協力により免れ、以後およそ40年に及ぶ事実上の亡命生活を送った。その間、台湾における政治犯救援を訴え、アメリカに渡って「独立運動の声」アナウンサーや『台湾公論報』の記者なども務めた。
その後台湾の民主化が実現、1992年に刑法100条の内乱罪が改正され、いわゆるブラックリストが解除されると翌年帰国。2004年には、夫の台北駐日経済文化代表処代表就任に伴って再訪日した。2008年6月17日、夫が台北駐日経済文化代表処代表を辞任したのに伴い7月に離日。現在は台湾の台中市に居住。

## 主要著作
- 『私のなかのよき日本―台湾駐日代表夫人の回想五十年』草思社 、2007年。
- 『台湾は台湾人の国 : 天になるごとく、地にもなさせたまえ』はまの出版、2005年、許世楷と共著。
- 『呉鳳さま－子どもに聞かせる台湾人ものがたり－』こぐま社、1975年、（画：笹本早苗）

## 註
1. ↑  後者は国立国会図書館の書誌情報による。